# Vargha András
Vargha András, Varga (Budapest, 1949. november 29. –) matematikus, pszichológus. MTA doktora, ELTE Pedagógiai és Pszichológiai Kar (ELTE-PPK) Pszichológiai Intézet oktatója, kutatója, professzora (1975 óta, 2006 óta félállásban, 2013 júliusa óta professor emeritus). 2005 óta a Károli Gáspár Református Egyetemen is oktat. 2005-2011 között a pszichológia szakon tanszékvezető, 2007 óta egyetemi tanár, 2007-2013 között a Pszichológiai Intézet vezetője, közben rektori teendőkkel megbízott rektorhelyettes (2008-2009), 2019 szeptembere óta professor emeritus. Az ELTE Pszichológiai Doktori Iskola témavezetője.
Varga Domokos Kossuth-díjas író, újságíró és Stolte Magdolna gyermeke.

## Fő oktatási területei
Matematikai statisztika, pszichometria, többváltozós statisztikai eljárások, statisztikai programok használata a pszichológiai kutatásokban.

## Kutatási területei
A Szondi-teszttel, illetve a Szondi-képekkel kapcsolatos vizsgálatok (1979-1994); a Rorschach-teszttel kapcsolatos vizsgálatok (1980 óta); házaspárok összeillésének vizsgálata (1988-1994); pszichológiai statisztikai eljárások érvényességvizsgálata, egy- és többszempontos összehasonlítások ordinális skálájú pszichológiai változókkal (1985 óta); pár- és családvizsgálatra alkalmas tesztek pszichometriai elemzése és fejlesztése (2006 óta); személy-orientált statisztikai módszerek (2011 óta); pozitív pszichológia, boldogságkutatás (2017 óta).

## Életpályája
Felsőfokú tanulmányokat az ELTE Természettudományi Karon folytatott, 1974-ben matematikából, az ELTE Bölcsészettudományi Karon 1976-ban pszichológiából diplomázott kitüntetéssel. 1975 szeptemberében tanársegédnek nevezték ki az ELTE Általános Pszichológiai tanszékére. Azóta is itt dolgozik, 1982-től adjunktusként, 1995-től egyetemi docensként, 2009 óta egyetemi tanárként. A tanszéken a következő előadásokat és gyakorlatokat tartotta, illetve tartja rendszeresen: matematika, matematikai statisztika, többváltozós statisztikai eljárások, statisztikai programok használata a pszichológiai kutatásokban. E kurzusokhoz illeszkedően 9 kötet egyetemi jegyzetet és két tankönyvet írt. Oktató munkája elismeréseképpen 1985-ben a művelődési minisztertől a Kiváló Munkáért kitüntető jelvényt kapta.
1999. február 1-jétől május 31-ig az ELTE Általános Pszichológiai Tanszékének megbízott tanszékvezetője volt. 1999. június 1-jétől az ELTE Kísérleti Általános Pszichológiai Tanszék, 2005. május 1-jétől a Kognitív Pszichológiai Tanszék, 2008. január 1-jétől pedig a Személyiség- és Egészségpszichológiai Tanszék munkatársa (2006. februárjától félállásban). 2008-ban egyetemi tanárnak nevezték ki, 2013. július 1-jétől az ELTE PPK professor emeritusa. Az ELTE PPK Pozitív Pszichológiai Kutatócsoportjának tagja.
Az ELTE-n kívül tartott statisztikai jellegű kurzusokat az alábbi felsőoktatási intézményekben is:
- University of New Mexico, Department of Psychology, Albuquerque, USA (1996)
- Berzsenyi Dániel Főiskola, Informatika Tanszék, Szombathely (2000-2001)
- Károli Gáspár Református Egyetem, Pszichológia Tanszék, Budapest (2000-2001)

2005 júniusában kinevezték a Károli Gáspár Református Egyetem Pszichológiai Intézetében az Általános Lélektani és Módszertani Tanszék vezetőjévé, 2005 szeptemberében a Pszichológiai Intézet helyettes vezetőjévé. 2007. január 1. és 2013. augusztus 31. között a KRE Pszichológiai Intézetének vezetője. Egyetemi tanárrá 2007. április 15-én nevezték ki. 2008. november 1-jétől kinevezték a KRE rektorhelyettesévé és megbízták a rektori teendők ellátásával. Ezt a feladatkört 2009. április 30-ig látta el. 2013. szeptember 1. és 2019. szeptember 20. között a KRE Pszichológiai Intézetének helyettes vezetője. 2019. szeptember 21-től a KRE professor emeritusa.

## Tudományos eredményei
Az egyetemi oktatói munka, az oktatásszervezés, egyetemi jegyzetek és tankönyvek írása, tudományos konferenciák szervezése mellett kiemelkedő eredményeket ért el a pszichometria kutatása területén, eredményeinek köszönhető elismertsége hazai és nemzetközi szinten, s tudományos fokozatai. 1981-ben az ELTE-n egyetemi doktor pszichológiából (summa cum laude); a pszichológiai tudomány kandidátusa A Szondi-teszt pszichometriája című értekezésével 1994-ben, a Pécsi Tudományegyetemen habilitált doktor pszichológiából 2003-ban; 2005-ben az MTA doktora Mi történik, mit tegyünk, ha változónk nem normális eloszlású? Számítógépes statisztikai elemzések, ordinális csoportösszehasonlító modellek című doktori disszertációjának sikeres megvédése révén. A rendszerváltás után számos ösztöndíj és tudományos pályázat elnyerése segítette kutatói munkáját. Kutatási eredményei születtek:
- A Szondi-teszttel, illetve a Szondi-képekkel kapcsolatos vizsgálatok során;
- A Rorschach-teszttel összefüggő vizsgálatok során;
- A házasfelek összeillésének vizsgálata során;
- A pszichológiai statisztikai eljárások érvényességvizsgálata terén;
- Pár- és családvizsgálatra alkalmas tesztek pszichometriai elemzése és fejlesztése terén;
- Személy-orientált statisztikai módszerek, klaszteranalízis témájában;
- Pozitív pszichológiai tesztek adaptálása, kifejlesztése terén;
- Pszichometriai és statisztikai szoftverfejlesztések terén [(SCPI (1991), RO-PC (1993), CBCLH (1996); Medit (1992), MiniStat (1994); ROPstat (2005-2009)].

Tudományos eredményeit szakkönyvekben (8), szakkönyvek fejezeteként (18), hazai és külföldi szakmai folyóiratokban adja közre. Összes tudományos közleményeinek a száma 247, független idézéseinek a száma 1641 (2021. augusztus).
Lektori tevékenységet folytatott és folytat a következő szakmai folyóiratoknál: Academic Press, British Journal of Mathematical and Statistical Psychology, Computational Statistics and Data Analysis, Magyar Pszichológiai Szemle, Oxford University Press, Pszichológia, Psychological Methods, Psychometrika, The American Statistician.

## Tudományos közleményei (válogatás)

### Magyar nyelven
- VARGHA András (1987): Jogos-e khi-négyzet-próba helyett egyszempontos varianciaanalízist alkalmazni dichotóm függő változók esetén? Pszichológia, 3, 371-392.
- VARGHA András (1988): Jogos-e többszempontos variancia-analízist alkalmazni dichotóm függő változók esetén? Pszichológia, 3, 409-446.
- VARGHA András (1989): Új személyiségskálák a Szondi-teszt képeinek felhasználásával, I. A Szondi-képek információtartalma. Pszichológia, 4, 551-592.
- VARGHA András (1990): Új személyiségskálák a Szondi-teszt képeinek felhasználásával, II. Konstrukció és reliabilitásvizsgálat. Pszichológia, 1, 85-120.
- VARGHA András (1990): Új személyiségskálák a Szondi-teszt képeinek felhasználásával, III. Az új skálák pszichológiai jelentésének vizsgálata. Pszichológia, 2, 209-277.
- VARGHA András (1994). A Szondi-teszt pszichometriája. Universitas Könyvkiadó, Budapest.
- VARGHA András (1996). Az egymintás t-próba érvényessége és javíthatósága. Magyar Pszichológiai Szemle, 52, 317-345.
- VARGHA András és Czigler Balázs (1999). A MiniStat statisztikai programcsomag: 3.2 verzió. Pólya Kiadó, Budapest.
- VARGHA András (1999). Két csoport összehasonlítása nemparaméteres statisztikai eljárások segítségével. Magyar Pszichológiai Szemle 54, 567-589.
- VARGHA András (2000). Két pszichológiai populáció sztochasztikus egyenlőségének ellenőrzésére alkalmas statisztikai próbák összehasonlító vizsgálata. Magyar Pszichológiai Szemle 55, 253-281.
- VARGHA András (2000, 2007). Matematikai statisztika pszichológiai, nyelvészeti és biológiai alkalmazásokkal. Pólya Kiadó, Budapest.
- VARGHA András (2001): Érvényes-e a kétmintás t-próba nem normális eloszlások esetén? Pszichológia, 1, 83-105.
- VARGHA András (2002). Független minták egyszempontos összehasonlítása új rangsorolásos eljárások segítségével. Statisztikai Szemle, 80 (4), 328-353.
- VARGHA András (2003). Robusztussági vizsgálatok az egymintás t-próbával. Statisztikai Szemle, 81 (10), 872-890.
- VARGHA András (2004). A kétszempontos sztochasztikus összehasonlítás modellje. Statisztikai Szemle, 82 (1), 67-82.
- VARGHA András (2005). Sokaságok összehasonlítása új módszerekkel. Statisztikai Szemle, 83 (5), 429-448.
- VARGHA András és Kapusi Gyula (2007). Az iskolázottság tükröződése a Rorschach tesztben. In: Bagdy E., Mirnics Zs. és VARGHA A. (szerk.): Egyén – Pár – Család. Tanulmányok a pszichodiagnosztikai tesztadaptációs és tesztfejlesztési kutatások köréből. Animula, Budapest, 10-29.
- VARGHA András (2008). Elmélkedések a parciális korrelációs együttható jelentéséről. Alkalmazott Pszichológia, X (3-4), 175-188.
- VARGHA András (2008). Új statisztikai módszerekkel új lehetőségek: a ROPstat a pszichológiai kutatások szolgálatában. Pszichológia, 28 (1), 81-103.
- Borbély Anna és VARGHA András (2010). Az l variabilitása öt foglalkozási csoportban – Kutatások a Budapesti Szociolingvisztikai Interjú beszélt nyelvi korpuszban. Magyar Nyelv, 106 (4), 455–470.
- VARGHA András (2011). A parciális korrelációs együttható értelmezési problémái a többdimenziós normalitás feltételének sérülése esetén. Statisztikai Szemle, 89, 275-293.
- Surányi Zsuzsanna, Babocsay Ádám, Takács Szabolcs, VARGHA András (2011). Új klasszifikációs módszerek a személyiségpszichológiában. Pszichológia, 31 (4), 317-340.
- Tóth-Vajna Rita, VARGHA András, Császár-Nagy Noémi, (2013). A Rorschach-teszt szexuális válaszainak változása az elmúlt 40 év során. Alkalmazott Pszichológia, 13 (4), 7-21.
- Smohai Máté, VARGHA András (2014). A problémás videojáték-használat lehetséges prediktorainak vizsgálata, feltárása – játszási motivációk, aspirációk, kötődés, korai szülői nevelési stílus, társas támogatás. Alkalmazott Pszichológia, 14 (1), 25–45.
- Takács Szabolcs, Makrai Balázs, VARGHA András (2015). Klasszifikációs módszerek mutatói. Psychologia Hungarica Caroliensis, 3 (1), 67–88.
- Jantek Gyöngyvér, VARGHA András (2016). A felnőtt kötődés korszerű mérési lehetősége: A közvetlen kapcsolatok élményei – kapcsolati struktúrák (ECR-RS) kötődési kérdőív magyar adaptációja párkapcsolatban élő felnőtt személyeknél. Magyar Pszichológiai Szemle, 71 (3), 447-470.
- VARGHA András (2016). A ROPstat statisztikai programcsomag. Statisztikai Szemle, 94 (11-12), 1165-1192.
- Jantek Gyöngyvér, VARGHA András (2017). Párkapcsolat, házasság és egészség. Glossa Iuridica, III. évf. (3-4. szám), 74-86.
- VARGHA András, Borbély Anna (2017). Új klasszifikációs módszerek alkalmazása a kétnyelvűség és az etnikai identitás kutatásában. Statisztikai Szemle, 95 (8-9), 805-822.
- VARGHA András (2019). Többváltozós statisztika dióhéjban: változó-orientált módszerek. Pólya Kiadó, Budapest.
- Zábó Virág, VARGHA András (2019). Újabb eredmények az élet értelme kérdőív magyar változatának validálásához. Alkalmazott Pszichológia, 19 (2), 77–98.
- VARGHA András, Török Regina, Diósi Karola, Oláh Attila (2019). Boldogságmérés az iskolában. Magyar Pszichológiai Szemle, 74 (3-4), 327-346.
- VARGHA András (2020). Normális vagy? És ha nem? Statisztikai módszerek nem normális eloszlású változókkal pszichológiai kutatásokban. Pólya Kiadó, Budapest.
- VARGHA András, Zábó Virág, Török Regina, Oláh Attila (2020). A jóllét és a mentális egészség mérése: a Mentális Egészség Teszt. Mentálhigiéné és Pszichoszomatika, 21(3), 281–322.
- VARGHA András (2021). Személy-orientált többváltozós statisztika: klasszifikációs módszerek. Pólya Kiadó, Budapest.

### Angol nyelven
- Pléh, Cs., VARGHA, A. (1984). Sentence interpretation, dichotic asymmetries and social status in Hungarian nursery children. In: M. Kodym and I. Slamenik (eds.), Proceedings of the 4th Prague International Conference on Psychological Development, Learning and Personality Formation. Prague: Academia, 143-145.
- VARGHA, A. (1993). How to use ANOVA in case of dichotomous dependent variables. In R. Steyer, K. F. Wender, & K. F. Widaman (Eds.), Psychometric Methodology. Proceedings of the 7th European Meeting of the Psychometric Society in Trier (pp. 535–539). Stuttgart: Gustav Fischer Verlag.
- VARGHA, A., Rudas, T., Delaney, H. D., Maxwell, S. E. (1996). Dichotomization, partial correlation, and conditional independence. Journal of Educational and Behavioral Statistics, 21, pp. 264–282.
- VARGHA, A., Delaney, H. D. (1998). The Kruskal-Wallis test and stochastic homogeneity. Journal of Educational and Behavioral Statistics, 23, pp. 170–192.
- VARGHA, A., Delaney, H. D. (2000). A critique and improvement of the CL common language effect size statistic of McGraw and Wong. Journal of Educational and Behavioral Statistics, 25, pp. 101–132.
- Halász, P., Filakovszky, J., VARGHA, A., Bagdy, G. (2002). Effect of sleep deprivation on spike-wave discharges in idiopathic generalised epilepsy: a 4x24 h continuous long term EEG monitoring study, Epilepsy Research, 51, pp. 123–132.
- Delaney, H. D., VARGHA, A (2002). Comparing several robust tests of stochastic equality with ordinally scaled variables and small to moderate sized samples, Psychological Methods, 7 (4), pp. 485–503.
- Kecskés, I., Rihmer, Z., Kiss, K., VARGHA, A., Szili, I., Rihmer, A. (2003). Possible effect of gender and season on the length of hospitalization in unipolar major depressives. Journal of Affective Disorders, 73 (3), pp. 279–282.
- Pethő, B., Tusnády, G., VARGHA, A., Tolna, J., Farkas, M., Vizkeleti, G., Tóth, Á., Szilágyi, A., Bitter, I., Kelemen, A., Czobor, P. (2007). Validity of reliability: comparison of inter-rater reliabilities of psychopathological symptoms, The Journal of Nervous and Mental Disease, 195 (7), pp. 606–613.
- Mirnics, Zsuzsa, VARGHA, András, Tóth, Melinda, Bagdy, Emőke (2010). Cross-Cultural Applicability of FACES IV. Journal of Family Psychotherapy, 21 (1), pp. 17–33.
- Gy Kiss Enikő, Hosszú Dalma, Káplár Mátyás, VARGHA András, Demetrovics Zsolt (2010). Understanding of different types of drug addiction: a psychodynamic approach. Szondiana 30:(1) pp. 196–210.
- VARGHA, A., Bergman, L. R. (2012). A Method to Maximize the Information of a Continuous Variable in Relation to a Dichotomous Grouping Variable: Cutpoint Analysis. Hungarian Statistical Review, 90, Special Number 16, pp. 101–122.
- Bergman, L. R., VARGHA, A., (2013). Matching method to problem: A developmental science perspective. European Journal of Developmental Psychology, 10, pp. 9–28.
- Surányi, Zs., Hitchcock, D. B., Hittner, J., VARGHA, A., Urbán, R. (2013). Different types of sensation seeking: A person-oriented approach in sensation seeking research. International Journal of Behavioral Development, 37 (3), pp. 274–285.
- VARGHA, A., Bergman, L. R., Delaney, H. D. (2013). Interpretation problems of the partial correlation with nonnormally distributed variables. Quality and Quantity, 47 (6), pp. 3391–3402.
- Takács, Á., Kóbor, A., Tárnok, Z., VARGHA, A. (2014). Neuropsychological profiles and behavioral ratings in ADHD overlap only in the dimension of syndrome severity. Advances in Psychiatry, Volume 2014, Article ID 502685
- VARGHA, A., Torma, B., Bergman, L. R. (2015). ROPstat: a general statistical package useful for conducting person-oriented analyses. Journal for Person-Oriented Research, 1 (1-2), pp. 87–98.
- VARGHA, A., Bergman, L. R., Takács, Sz. (2016). Performing cluster analysis within a person-oriented context: Some methods for evaluating the quality of cluster solutions. Journal for Person-Oriented Research, 2 (1-2), pp. 78–86.
- Bergman, L. R., VARGHA, A., Kövi, Z. (2017). Revitalizing the typological approach: Some methods for finding types. Journal for Person-Oriented Research, 3 (1), pp. 49–62.
- VARGHA, A., Borbély, A. (2017). Application of modern classification methods in the study of bilingualism. Glottotheory, 8 (2), pp. 203–216.
- VARGHA, A., Borbély, A. (2018). Application of new classification methods in the study of bilingualism and ethnic identity in Hungary. Hungarian Statistical Review 1 (1), pp. 5–22.
- VARGHA, A., Bergman, L. R. (2019). MORI coefficients as indicators of a “real” cluster structure. Hungarian Statistical Review, 2 (1), pp. 3–23.

## Elnyert és megvalósított tudományos pályázatok
- Soros Alapítvány (1988): A Magyar Rorschach Standard elkészítése
- OTKA[5] (1988-1991): Projektív tesztek pszichometriai elemzése többváltozós matematikai módszerek segítségével.
- Soros Alapítvány (1991): A házastársi kapcsolat gyors felbomlását előrejelző indikátorok vizsgálata.
- OTKA (1991-1994): Kooperációs hatékonyság és perceptuális kompatibilitás párkapcsolatokban.
- OTKA (1995-1998): A pszichológiában alkalmazott hagyományos statisztikai eljárások érvényességének vizsgálata.
- OTKA (2000-2003): Mit tegyünk a nem normális eloszlású pszichológiai változókkal?
- FKFP[6] (2000-2002): Új rangsorolásos statisztikai módszerek kidolgozása és érvényesítése pszichológiai változók és csoportok összehasonlítására.
- OTKA (2004-2007): Kísérleti helyzetek és csoportok összehasonlítása új statisztikai módszerekkel.

## Ösztöndíjai
- 1994: SSIT ösztöndíj (University of Groningen, Groningen, Hollandia, 3 hét)
- 1996: Fulbright ösztöndíj (University of New Mexico, Albuquerque, USA, 4 hónap)
- 1997: Széchenyi Professzori Ösztöndíj (4 év)
- 1998: Research Support Scheme kutatási ösztöndíj (2 év)
- 2000: Széchenyi István Ösztöndíj (3 év)

## Közéleti tisztségei
- Magyar Pszichológiai Társaság tagja (1976 óta)
- Magyar Pszichológiai Társaság főtitkára (2008-2016)
- Magyar Pszichológiai Társaság Felsőoktatási Tanácsának elnöke (2009-2017)
- MTA Pszichológiai Tudományos Bizottság tagja (2008 óta)
- MTA Statisztikai Bizottság Módszertani Albizottság tagja (2003-2011)
- MTA Statisztikai Tudományos Albizottság tagja (2012-2016)
- OTKA Pszichológiai Szakzsűri tagja (1997-2000)
- OTKA Műszerbizottság tagja (2001-2004)
- OTKA Pszichológiai és Pedagógiai Zsűri tagja (2005-2007)
- ELTE Pedagógiai és Pszichológiai Kar Gazdasági Bizottságának tagja (2003-2006)
- ELTE Lakásügyi Bizottság tagja (2004-2006)
- European Association of Methodology tagja (2004-2011)
- European Association of Psychological Assessment tagja (2007-2011)
- European Journal of Mental Health szerkesztőbizottságának tagja (2008-2016)
- Magyar Pszichológiai Szemle rovatvezetője (1991–1998)
- Psychologia Hungarica Caroliensia folyóirat főszerkesztője (2013-2016)
- Statisztikai Szemle szerkesztőbizottságának tagja (2011-től)

## Díjak, elismerések
- Kiváló Munkáért-díj (1985)
- Pro Universitate díj (KRE, 2016)
- Arbor Vitae díj (ELTE PPK, 2016)
- Társasági Emlékérem (Magyar Pszichológiai Társaság, 2017)
- Év Oktatója Díj (KRE BTK, 2017)
- Radnai Béla Díj a Pszichológia Oktatásáért (Magyar Pszichológiai Társaság, 2019)